# Urszula Wich
Urszula Maria Wich (ur. 7 listopada 1942 w Chybiu, zm. 30 listopada 2024) – polska ekonomistka, profesor nauk ekonomicznych, profesor UMCS.

## Życiorys
W 1967 ukończyła geografię ekonomiczną na UMCS. W 1969 ukończyła Podyplomowe Studium Planowania Regionalnego przy Szkole Głównej Planowania i Statystyki w Warszawie. Stopień doktora nauk ekonomicznych uzyskała w 1973 w Wydziale Ekonomiczno-Społecznym SGPiS w Warszawie za pracę pt. "Regionalne zróżnicowanie wiejskich urządzeń komunalnych i kierunki ich rozwoju". Stopień doktora habilitowanego nauk ekonomicznych uzyskała tamże w 1979 za pracę pt. "Aglomeracja lubelska i czynniki kształtujące jej rozwój". Tytuł profesora nauk ekonomicznych uzyskała w 1991.
Od 15 grudnia 1973 była zatrudniona na Wydziale Ekonomicznym UMCS w Zakładzie Planowania i Polityki Gospodarczej, przemianowanym później na Zakład Polityki Społecznej, Gospodarczej i Przestrzennej, a następnie na Katedrę Polityki Gospodarczej, Społecznej i Regionalnej, była kierownikiem tejże Katedry. W latach 1982–1984 i 1987-1991 była prodziekanem, a w latach 1993-1996 dziekanem Wydziału Ekonomicznego UMCS. W latach 1996–1998, 1999-2002 i 2003-2006 była członkiem Komitetu Przestrzennego Zagospodarowania Kraju PAN. Pracowała też w Wyższej Szkole Humanistyczno-Ekonomicznej w Zamościu, gdzie była dziekanem Wydziału Nauk Administracyjno-Prawnych, Ekonomicznych i Społecznych, a także kierownikiem Katedry Nauk Ekonomicznych i Społecznych na tymże wydziale.